# 醫療衛生產業

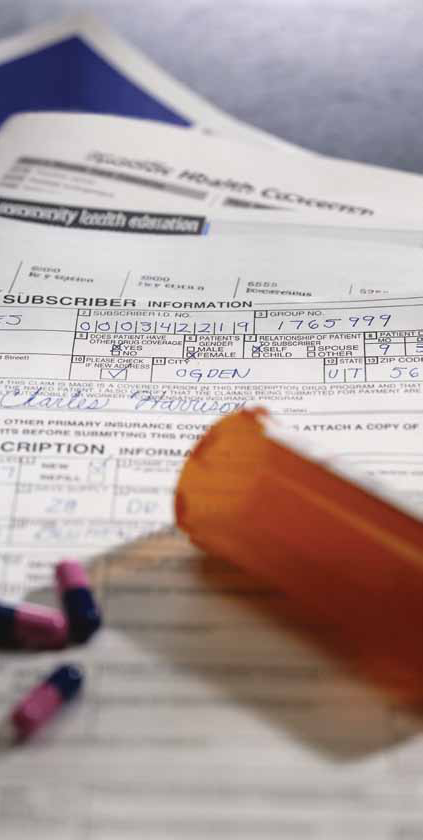
醫療保險申請單與藥品。

醫療衛生產業（英語：healthcare industry）是在經濟體系內利用產品以及服務，為人們提供治療照護、預防醫學、物理治療、和安寧緩和醫療的各個部門的聚集和整合。這個體系把產品和服務產出之後，並且商業化，以達到維持和恢復人們健康的目的。現代醫療衛生產業包括三個基本分支，分別是服務、產品、和財務，再細分為許多部門和類別，並透過訓練有素的醫事人員和輔助專業人員之間的科際整合，來滿足個人和人群在健康上的需求。
這個產業是世界上最大，同時也是成長最快的產業之一。在大多數已開發國家之中，這個產業所花費的超過國內生產總值（GDP）的10％，是一國經濟中相當龐大的部分。

## 背景
醫療衛生產業為了財務和管理上的目的，通常被分為幾個領域。聯合國國際標準產業分類（ISIC）把這個產業的基本框架分類為：
1. 醫院的活動；
2. 醫療和牙醫的執業活動；
3. "其他的健康活動"。

上面說的第3類牽涉到護理人員、助產士、物理治療師、科學或診斷實驗室、病理診所、長期照護設施、或其他專職醫療人員（例如，視光學、水療、醫療按摩、瑜伽療法、音樂治療、職能治療、言語治療、手足療法、順勢療法、脊骨神經醫學、針灸等領域）
由MSCI和標準普爾制定的全球行业分类标准，還有道瓊斯公司以及富時集團制定的行業分類基準再進一步把醫療產業劃分為兩個主要類別：
1. 醫療衛生設備和服務；和
2. 藥品、生物技術、和相關的生命科學。

醫療衛生設備和服務類別由提供醫療設備、醫療用品、和醫療衛生服務的公司和單位所組成，例如醫院、居家醫療衛生服務提供者、和療養院。後面的產業類別包括生產生物技術產品、藥品、和其他生命科學服務的公司。
其他對醫療衛生產業定義的方法傾向採用更廣泛的定義，包括與醫療相關的其他重要活動，例如對醫事人員的教育和訓練、對提供醫療服務的規範和管理、提供傳統和補充醫藥、還有醫療保險。

## 提供者和醫事人員
醫療衛生服務提供者是指以系統的方式對個人、家庭、或者社區，提供預防醫學、治療照護、健康促進、物理治療、或者安寧緩和醫療的機構（例如醫院或診所），或是個人（例如醫生、護理人員、專職醫療人員、或者社區衛生工作者）。
世界衛生組織（WHO）估計，全世界有920萬名醫師、1,940萬名護理人員和助產士、190萬名牙醫和相關人員、260萬名藥劑師和其他藥劑人員、以及130萬名以上的社區衛生工作者，這個醫療衛生產業僱用的人數在世界產業的勞動力規模中名列前茅。
醫療衛生產業還受到許多產業的支持，這些產業本身並不直接提供醫療衛生服務，而是協助管理和支援醫療系統。管理者和行政人員、醫療保險公司和醫療事故律師、營銷公司、投資者、和營利性公司的股東，都會產生醫療衛生的成本。
在2017年，美國支付給醫院、醫師、療養院、診斷實驗室、藥房、醫療器械製造商、和其他醫療衛生產業的相關機構，所消耗的醫療衛生費用占GDP的17.9％，這種佔比是世界之最。預計這種對GDP的佔比將繼續維持上升趨勢，到2025年會達到GDP的19.9％。2001年，經濟合作與發展組織（OECD）國家中，這種費用對GDP的平均比率為8.4％，美國（13.9％）、瑞士（10.9％）、和德國（10.7％）佔前三名。2006年，美國的醫療衛生支出總額為2.2兆美元。 根據健康事務雜誌，在2007年，美國的人均醫療衛生花費為7,498美元，佔美國人總支出的16％。當時有人預計到2016年，人均費用將增加到12,782美元，佔美國人總支出的20％。，而美國在2018年的實際人均費用是11,172美元，和GDP比較，佔17.7%。
美國並未提供全民醫療衛生的福利，但是對於65歲及以上、殘障人士、以及部分貧窮人士提供免費的醫療衛生計劃，而美國政府通過法律（1986年緊急醫療和積極勞動法案），要求醫院對於急診患者必須提供治療，不論他們的支付能力。那些沒有醫療保險覆蓋的人必須以自付費用的方式支付醫療費用。醫療保險成本高昂，而醫療債務則是美國個人破產常被列舉出的原因之一。

## 醫療衛生服務的提供
醫療系統為個人和公眾提供的醫療衛生服務，通常包括三個階段，從初級照護到二級，和三級照護。在現代世界中，提供醫療衛生有不同的方式。提供的地點可以在家庭、社區、工作場所、或在醫療機構之內。
在大多數國家的普通醫學中最常見的看病方式還是患者與醫事人員親自碰面。但是，隨著現代電信技術的發展，醫生不在場的醫護或遠距醫療變得日漸普遍。醫療從業人員和患者可以通過電話、視訊會議、互聯網（或稱網際網路）、電子郵件、簡訊、或任何形式的非面對面溝通方式。此類做法尤其適用於已開發國家中的鄉村地區。這些服務通常透過各個診所實施。
改善取得醫療衛生的服務、覆蓋、和品質的方法，取決於如何去組織和管理，以及運用激勵去影響提供者和使用者。依市場形式運作的醫療系統中，例如在美國，通常是由患者本人或者是透過患者的醫療保險公司支付費用。其他支付的機制有政府資助的系統（例如英國的國民保健署（NHS））。對於比較貧窮的國家的大批人口，透過發展援助、以及透過慈善組織、或志工提供的資金，有助於支持醫療衛生服務的提供和經費籌措。
各國之間的醫療衛生費用結構差異甚大。例如，中國的醫院通常是收取藥品成本的50％，設備使用的費用的大部分，而支付給醫事人員的費用則佔少數。中國從1980年代開始對醫療衛生產業進行長期轉型的工作。在轉變的頭25年中，政府支出的醫療衛生費用從佔36％下降到15％，費用負擔主要是落在患者身上。在此期間，一小部分國營醫院被私有化。為了鼓勵私有化，外國人對被允許可增加對中國醫院的投資（最高可佔股份的70％）。

## 系統
醫療系統對於個人和機構如何為醫療衛生服務做支付，各有規定。支付模式因國家/地區而異，從公共機構（社會保險）和私人醫療保險公司，到患者自己支付。這些系統為醫療衛生提供者提供的服務進行組織工作，以及籌措資金。公有和私有的兩級醫療衛生系統並存的運作方式很常見。
美國家庭醫師學會對於四種常用的支付系統的定義如下：

### 貝弗里奇模型
這種模型以英國經濟學家和社會改革家威廉‧貝弗里奇的名字來命名，貝弗里奇模型認為醫療衛生應由中央政府資助和提供。這個模型最初是在他1942年的報告《“社會保險和聯合服務”》（稱為貝弗里奇報告）中所提出。這個模型是第二次世界大戰後所制定英國醫療衛生系統的基礎。被許多國家採用，包括英國、古巴、和紐西蘭。
在這個系統中，所有的醫療衛生服務全由政府提供和資助。這種單一支付者醫療衛生系統是經由國家的稅收來取得資金。通常，診所和醫院是由政府所擁有，以及經營，醫事人員是政府的僱員。但是，有些特定的系統，公共服務提供者可和私人醫生合作，並由政府支付費用給這些醫生。這種系統的基本原則是把醫療衛生當作一項基本人權，因此，政府為所有的公民提供保險覆蓋（即全民醫療衛生）。 運用貝弗里奇模型，與其他系統相比，所花費的人均費用比較低。

### 俾斯麥模型
俾斯麥模型於1883年由德意志帝國宰相奧托·馮·俾斯麥所創立。在這個模型中，保險是由政府強制規定，販售保險並非以盈利為目的。在許多情況下，是由雇主利用扣除僱員薪資，繳納給保險公司。在純粹的俾斯麥模型中，獲得保險被視為是勞動者應有的權利。這種系統為所有在職的公民提供保險覆蓋，表示有既有身體狀況的患者不會被排除在外。當此系統的醫療衛生服務被私有化時，由於有國家嚴格監管的固定定價程序，大多數保險理賠都會不受刁難的獲得償還，行政管理的工作負擔因而減輕。現代德國國有化醫療衛生系統是依照俾斯麥模型的原型所建立。在法國、比利時、和日本也有類似的系統。

### 國民健康保險模式
國民健康保險模型是從俾斯麥模型和貝弗里奇模型兩者的要素中汲取並加以混合。國民健康保險模式是因為實施傳統俾斯麥和貝弗里奇系統遇到挑戰，而做的回應。例如，俾斯麥系統很難滿足高齡化人口的需求，因為這種人口的經濟活動不多。最終，這個模型比傳統的兩種模型具有更大的靈活度，它根據需要而從兩個系統中汲取有效的做法。
這種模型保留私人醫療服務提供者，但付款是直接來自政府。保險計劃為被規範的服務作支付，而達到成本控制的目的。在某些情況下，公民可選擇退出公共保險，而採用私人保險計劃。但是，大型的公共保險計劃讓政府擁有議價的能力，讓政府得以壓低某些服務和藥品的價格。例如在加拿大，專利藥品價格審查委員會就把藥品的價格大幅降低。這種模型的示例可在加拿大、台灣、和韓國看得到。

### 自付費用模型
在政府穩定程度較低，或較貧窮的地區，通常只能靠個人自己來負擔醫療費用。在這種情況之下，患者必須自行支付。支付有不同的方式，從金錢到利用商品和服務作交換。無力負擔的人通常就是繼續生病，或者病逝。

### 效率低下
在沒有強制要求施行醫療保險的國家，保險覆蓋會存有缺口，尤其是在處境不利和貧窮的社區之中，那些無力購買私人保險計劃的人。英國國民保健署（NHS）可產生出色的患者健康結果，並達到全民覆蓋，但英國人等待治療的時間也很長。批評者認為，《2012年健康與社會護理法》所帶來的改革，只會讓NHS體系分散化，而導致監管的負擔增高，還有患者漫長的等待時間。斯圖爾特·羅斯爵士在2015年對國民保健署領導力所作的評論之中，他的結論是"國民保健署正被官僚機構的繁文縟節所淹沒。" 

## 進一步閱讀
- Mahar, Maggie, Money-Driven Medicine: The Real Reason Health Care Costs So Much （页面存档备份，存于）, Harper/Collins, 2006. ISBN 978-0-06-076533-0
- Meidinger, Roy. . City: BookBaby. 2015. ISBN 978-1-4835-5003-9. OCLC 958576690. The Truth About The Healthcare Industry, is it is an Oligopoly, an Industry, with very high costs and low quality of service. The book looks at the last 30 years and explains how this industry has stolen $21 trillion, through false billings, accounting fraud, kickbacks and restrained trade by using economic duress. As this industry expanded, it damaged other industries, especially the manufacturing industry, which closed 75,000 companies and caused the loss of 7 million manufacturing jobs. The book shows that the government has known for some time, has covered up the illegal practices, especially the IRS.

## 外部連結
- 维基共享资源上的相關多媒體資源：醫療衛生產業